# Minutoma
Minutoma is een geslacht van vliesvleugeligen uit de familie Mymaridae. De wetenschappelijke naam van dit geslacht is voor het eerst geldig gepubliceerd in 2005 door Kaddumi.

## Soorten
Het geslacht Minutoma is monotypisch en omvat slechts de volgende soort:
- Minutoma yathribi Kaddumi, 2005